# Torch River n.º 488
Torch River n.º 488 es un municipio rural canadiense situado en la provincia de Saskatchewan.

## Superficie
Torch River n.º 488 tiene una superficie de 5145,75 km².

## Demografía
En 2021, tenía 1219 habitantes, una densidad poblacional de 0,2 hab./km², y 663 viviendas.